# Riedelia monophylla
Riedelia monophylla är en enhjärtbladig växtart som beskrevs av Karl Moritz Schumann. Riedelia monophylla ingår i släktet Riedelia och familjen Zingiberaceae. Inga underarter finns listade i Catalogue of Life.